# Megalobrimus lettowvorbecki
Megalobrimus lettowvorbecki är en skalbaggsart som beskrevs av Kriesche 1923. Megalobrimus lettowvorbecki ingår i släktet Megalobrimus och familjen långhorningar. Inga underarter finns listade i Catalogue of Life.